# Lucio Marcio Filippo (console 56 a.C.)
Lucio Marcio Filippo (in latino Lucius Marcius Philippus; fl. I secolo a.C.) è stato un politico romano.

## Biografia
Filippo fu probabilmente pretore nel 60 a.C., poiché è ricordato da Appiano di Alessandria come propretore in Siria nel 59 a.C. . Fu eletto console nel 56 a.C. con Gneo Cornelio Lentulo Marcellino.
In seguito Filippo si legò saldamente alla famiglia di Cesare; dopo la morte di Gaio Ottavio sposò infatti Azia, figlia di Giulia, che a sua volta era la sorella di Cesare. In questo modo Filippo divenne padre adottivo di Ottaviano, il futuro imperatore Augusto. Nonostante la sua stretta relazione con Cesare, durante la guerra civile Filippo si mantenne neutrale: quando il Senato all'inizio del 49 a.C. decise misure contro Cesare, rimase a Roma, ma poi fu volutamente ignorato quando vennero assegnate le cariche delle province tra i membri più in vista del Senato .
Successivamente ottenne il permesso da Cesare di astenersi dal conflitto e ciò gli permise di rimanere tranquillo in Italia per tutto il periodo della guerra con Pompeo. Anche se Filippo aveva mostrato una certa freddezza verso la causa cesariana, Cesare continuò a manifestargli la propria stima e la propria amicizia. Filippo, allo stesso tempo, intratteneva buoni rapporti con Cicerone, che lo nomina non di rado nelle sue opere ed anzi lo chiama amichevolmente Amyntae filius, come allusione al nome di Filippo .
Filippo aveva un carattere schivo e si mantenne sempre al di fuori delle lotte politiche; dopo l'assassinio di Cesare, cercò di dissuadere il giovane Ottaviano, suo figliastro, dall'accettarne l'eredità . Quando i rapporti tra Marco Antonio ed il Senato raggiunsero il punto di rottura, Filippo fu scelto come uno degli ambasciatori inviati a Modena da Antonio.